# Elsa Daniel
Elsa Daniel, nata Elsa Nilda Gómez Scapatti (San Lorenzo, 13 novembre 1936 – Buenos Aires, 25 giugno 2017), è stata un'attrice argentina.
Ha preso parte a circa trenta produzioni cinematografiche e televisive tra gli anni '50 e gli anni '80. Si è ritirata nel 1987.

## Filmografia
Cinema
- El abuelo, regia di Román Viñoly Barreto (1954)
- Vida nocturna, regia di Leo Fleider (1955)
- La sfida di Capitan Rob (El juramento de Lagardere), regia di León Klimovsky (1955)
- Graciela, regia di Leopoldo Torre Nilsson (1956)
- La casa del ángel, regia di Leopoldo Torre Nilsson (1957)
- Un centavo de mujer, regia di Román Viñoly Barreto (1958)
- Isla brava, regia di Mario Soffici (1958)
- La caída, regia di Leopoldo Torre Nilsson (1959)
- Las furias, regia di Vlasta Lah (1960)
- Luna Park, regia di Rubén W. Cavalloti (1960)
- La mano en la trampa, regia di Leopoldo Torre Nilsson (1961)
- La novia, regia di Ernesto Arancibia (1962)
- Los inconstantes, regia di Rodolfo Kuhn (1962)
- Amore in quarantena (La Cigarra no es un bicho), regia di Daniel Tinayre (1963)
- Il vuoto, regia di Piero Vivarelli (1964)
- Cosquín, amor y folklore, regia di Delfor María Beccaglia (1965)
- Viaje de una noche de verano, registi vari (1965)
- El romance del Aniceto y la Francisca, regia di Leonardo Favio (1967)
- La mano sulla... psiche! (Psexoanálisis), regia di Héctor Olivera (1968)
- Ufa con el sexo, regia di Rodolfo Kuhn (1968)
- Amor y un poco más, regia di Derlis M. Beccaglia (1968)
- Amalio Reyes, un hombre, regia di Enrique Carreras (1970)
- La balada del regreso, regia di Oscar Barney Finn (1974)
- Los chantas, regia di José A. Martínez Suárez (1975)
- Comedia rota, regia di Oscar Barney Finn (1978)
- Comandos azules, regia di Emilio Vieyra (1980)
- Buenos Aires tango, regia di Jorge Briand e Julio Saraceni (1982)

Televisione
- Obras maestras Philco, (episodioː "Hamlet venganza") (1961)
- Tres destinos (1966)
- Su comedia favorita, (episodioː "Adorable Profesor Aldao") (1968)
- Matrimonios y algo más (1970)
- Mi hijo Rasputín (1973)
- Una promesa para todos (1978)
- María, María y María (1980)
- Matrimonios y algo más (1981)
- Matrimonios y algo más (1987)